# Archidorididae
Gli Archidorididae sono una famiglia di molluschi nudibranchi.

## Generi
- Anoplodoris
- Archidoris
- Atagema
- Ctenodoris
- Etidoris
- Glossodoridiformia
- Guyonia
- Peronodoris
- Petelodoris
- Phlegmodoris
- Trippa